# Horní Fořt
Horní Fořt (něm. Oberforst, Ober-Forst, Ober Forst) je malá vesnice (osada), která je částí obce Uhelná. Leží 1,5 km na sever od Uhelné na cestě do Javorníka.

## Historie
Osadu Horní Fořt založil v 17. století vratislavský biskup roku vyklučením části stejnojmenného Horního lesa (něm. "Forst" je zde ve smyslu "hájený les"). Zmiňuje se poprvé roku 1669, kdy zde hejtman biskupského panství Jánský Vrch Johann Tümling (Timling) von Löwenberg zřídil dvorec se zámečkem a mlýnem, který byl později povýšen na samostatné rytířské fojtství. To později náleželo rodinám Schubertů a Schenkenbachů.
Roku 1836 zde bylo 15 domů. Od druhé poloviny 19. století usilovali majitelé fojtského statku o průmyslovou činnost se spíše krátkodobými výsledky – byla zde od roku 1855 huť na zpracování arzénové rudy z javornického dolu, později stoupa na kostní moučku a výroba umělých hnojiv. Roku 1913 byly u dvora vybudovány lihovar (v provozu do roku 1961), sušírna brambor a dosud fungující pila. Fojtský statek převzal roku 1949 Státní statek Javorník.
Horní Fořt je od počátku obecního zřízení roku 1850 osadou obce Uhelná.

### Vývoj počtu obyvatel
Počet obyvatel Horního Fořtu podle sčítání nebo jiných úředních záznamů:
| Rok            | 1836 | 1869 | 1880 | 1890 | 1900 | 1910 | 1921 | 1930 | 1950 | 1961 | 1970 | 1980 | 1991 | 2001 |
| -------------- | ---- | ---- | ---- | ---- | ---- | ---- | ---- | ---- | ---- | ---- | ---- | ---- | ---- | ---- |
| Počet obyvatel | 174  | 179  | 159  | 143  | 141  | 139  | 170  | 195  | 132  | 113  | 109  | 93   | 71   | 75   |

1. ↑  z toho: 191 Němců; 195 řím. kat.

V Horním Fořtu je evidováno 21 adres : 20 čísel popisných (trvalé objekty) a 1 číslo evidenční (dočasné či rekreační objekty). Při sčítání lidu roku 2001 zde bylo napočteno 18 domů, z toho 15 trvale obydlených.

## Zajímavosti
- zvonice se sochou sv. Jana Nepomuckého datovanou rokem 1735, ve stylu lidového baroka[6]
- barokní zámeček z 2. poloviny 17. století se zbytky parku[7]
- dub u Račího potoka – památný strom

## Fotogalerie

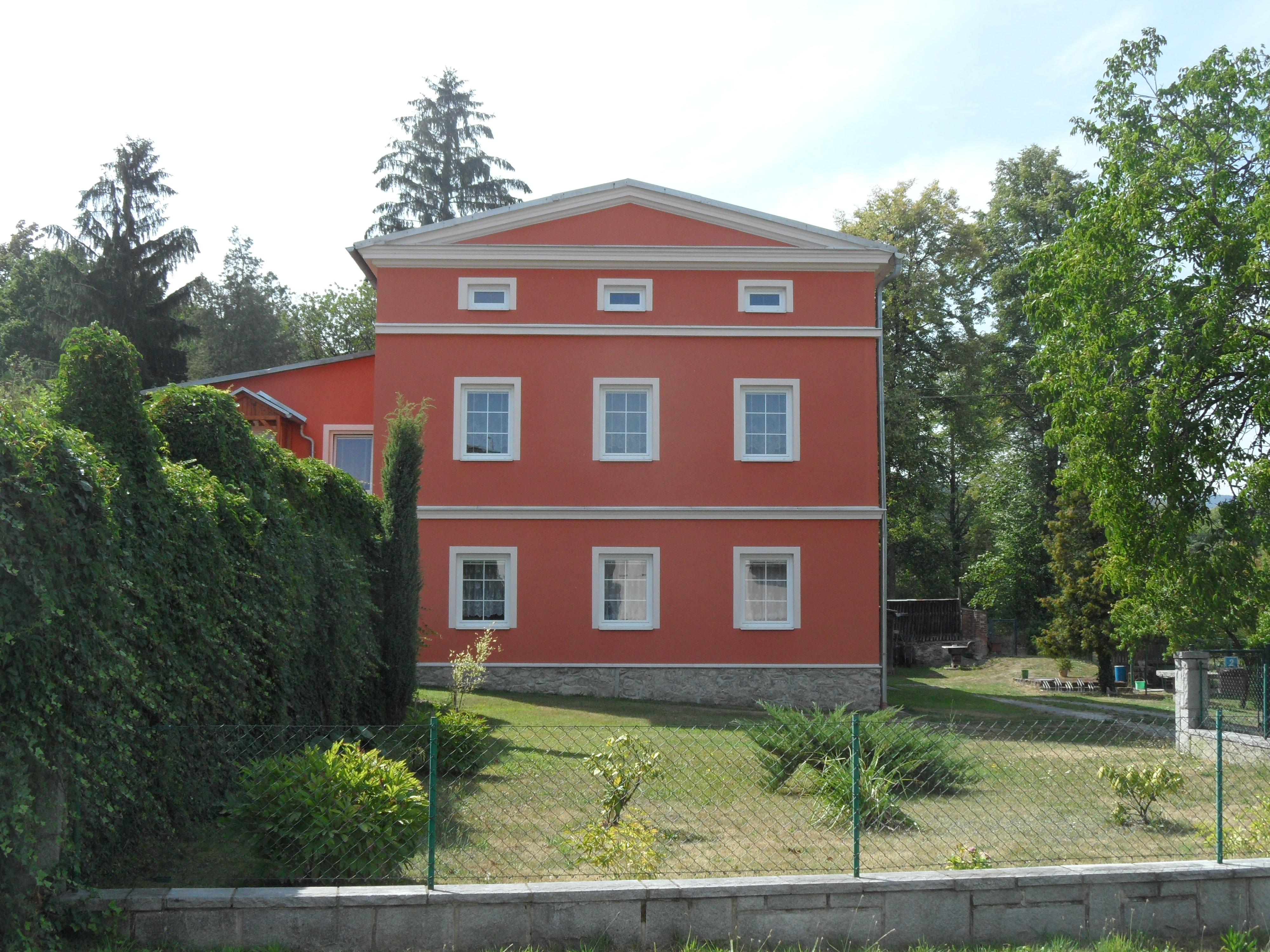
Dům čp. 2
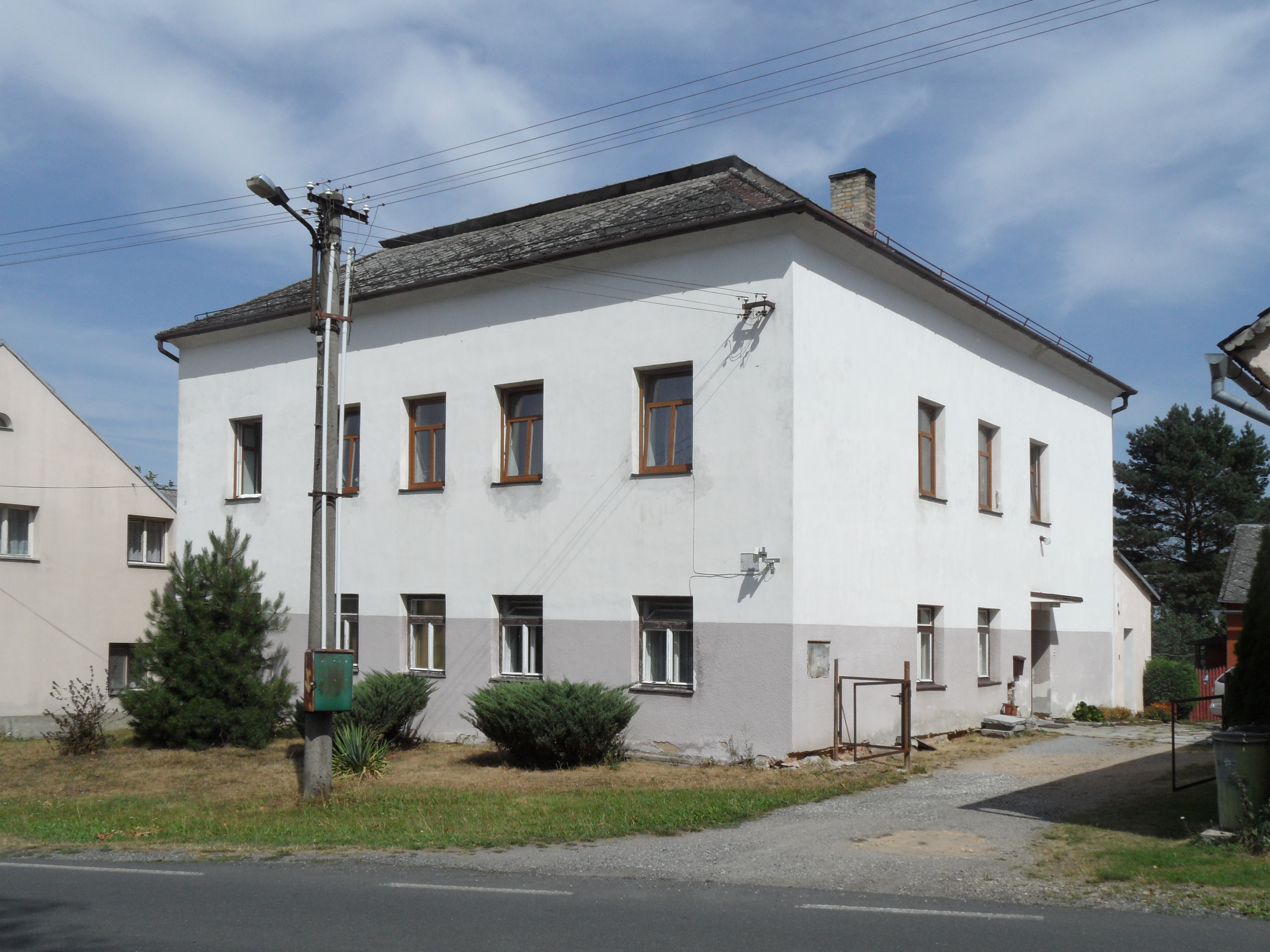
Velký dům
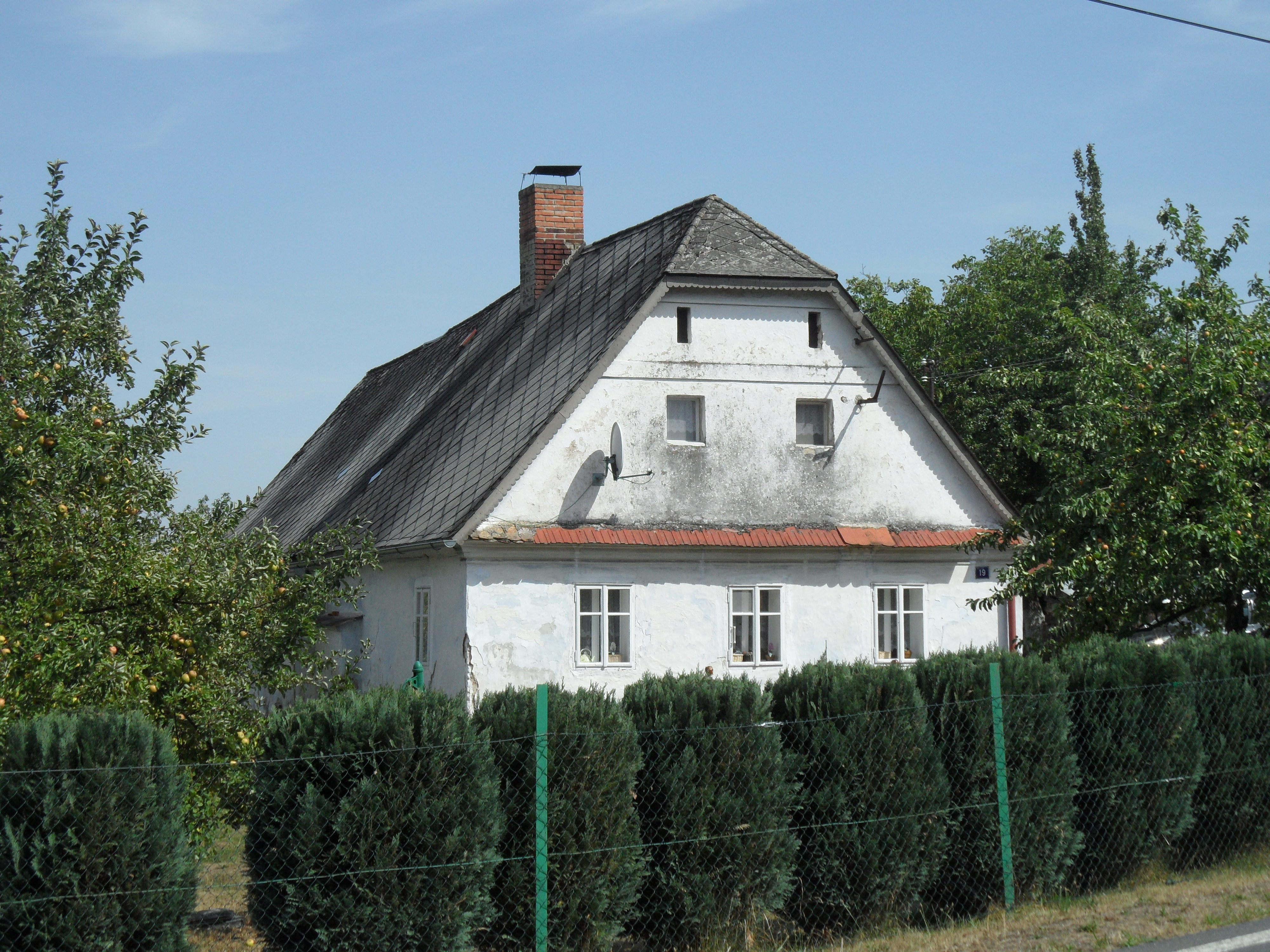
Dům se živým plotem
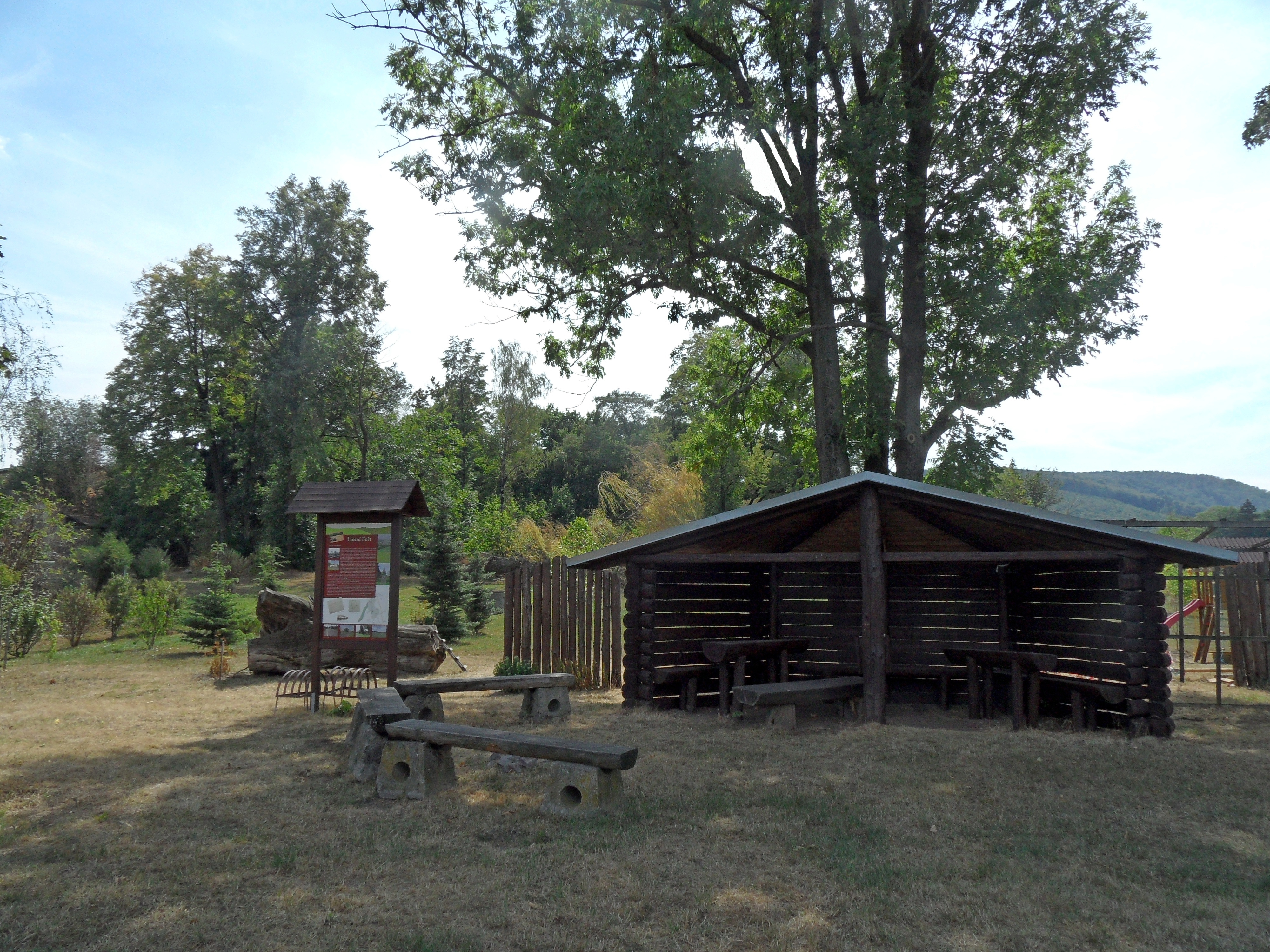
Nový park
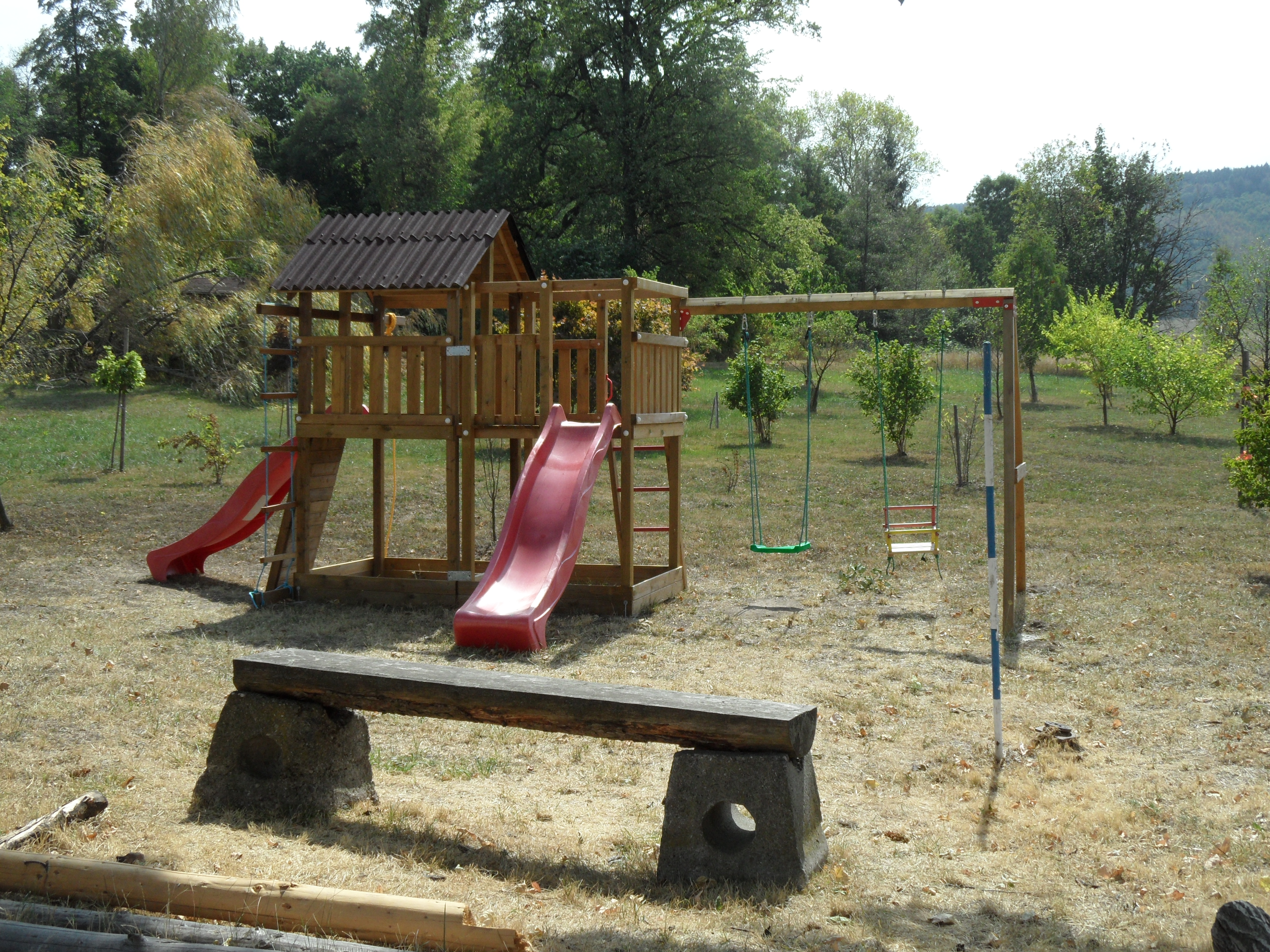
Dětské hřiště
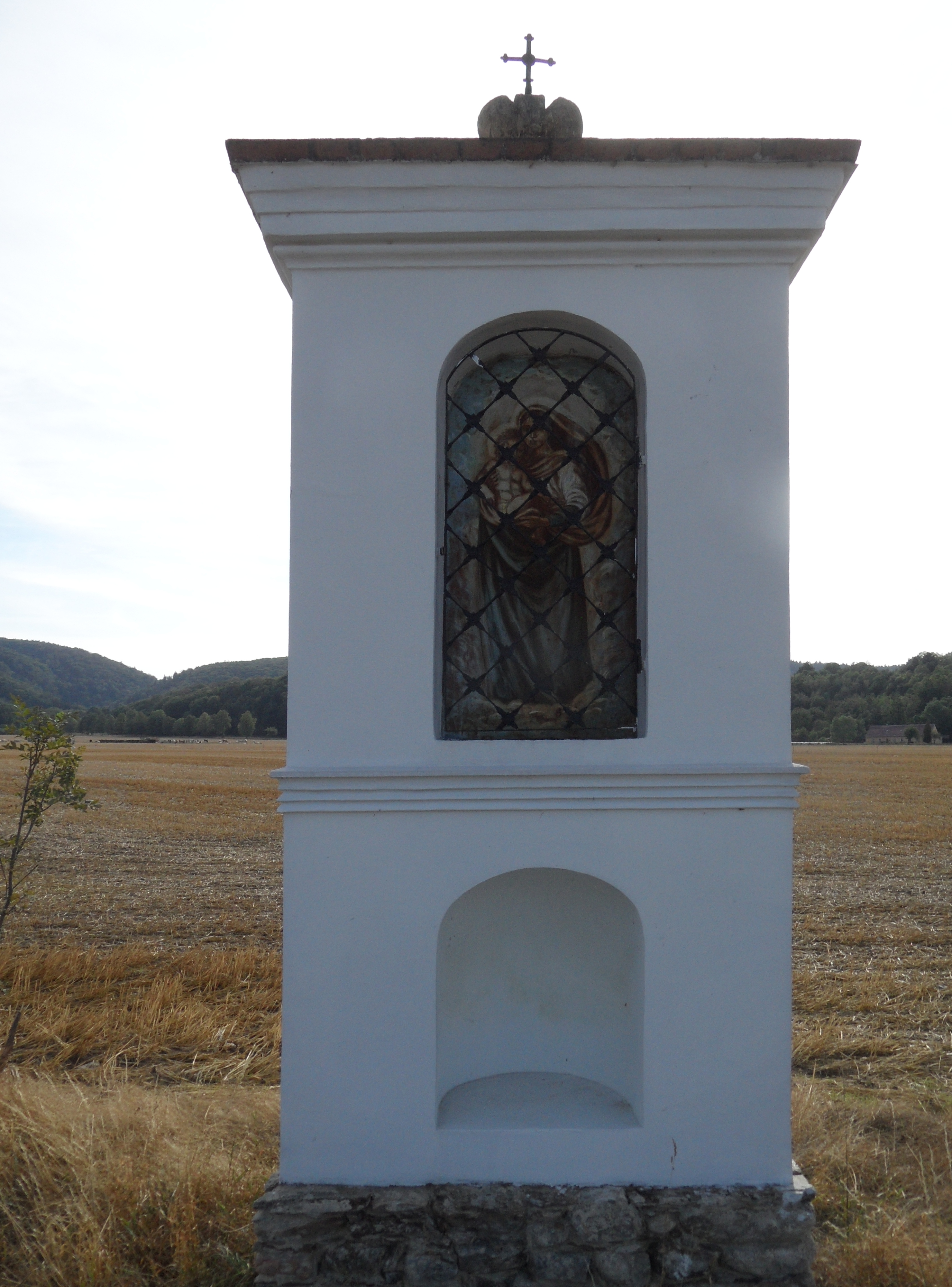
Kaplička